# Джозефин (окръг, Орегон)
Окръг Джозефин (на английски: Josephine County) е окръг в щата Орегон, Съединени американски щати. Площта му е 4253 km², а населението - 75726 души (2000). Административен център е град Грантс Пас.

## Градове
- Кейв Джънкшън